# NGC 4738
NGC 4738 في الفهرس العام الجديد، هي مجرة، تقع في كوكبة الهلبة. اكتشفت في 1 مارس 1851 بواسطة ويليام بارسونز.

## روابط خارجية
- NGC 4738 على موقع ويكي سكاي: DSS2, SDSS, GALEX, IRAS, Hydrogen α, X-Ray, Astrophoto, Sky Map, Articles and images